# 常願寺川

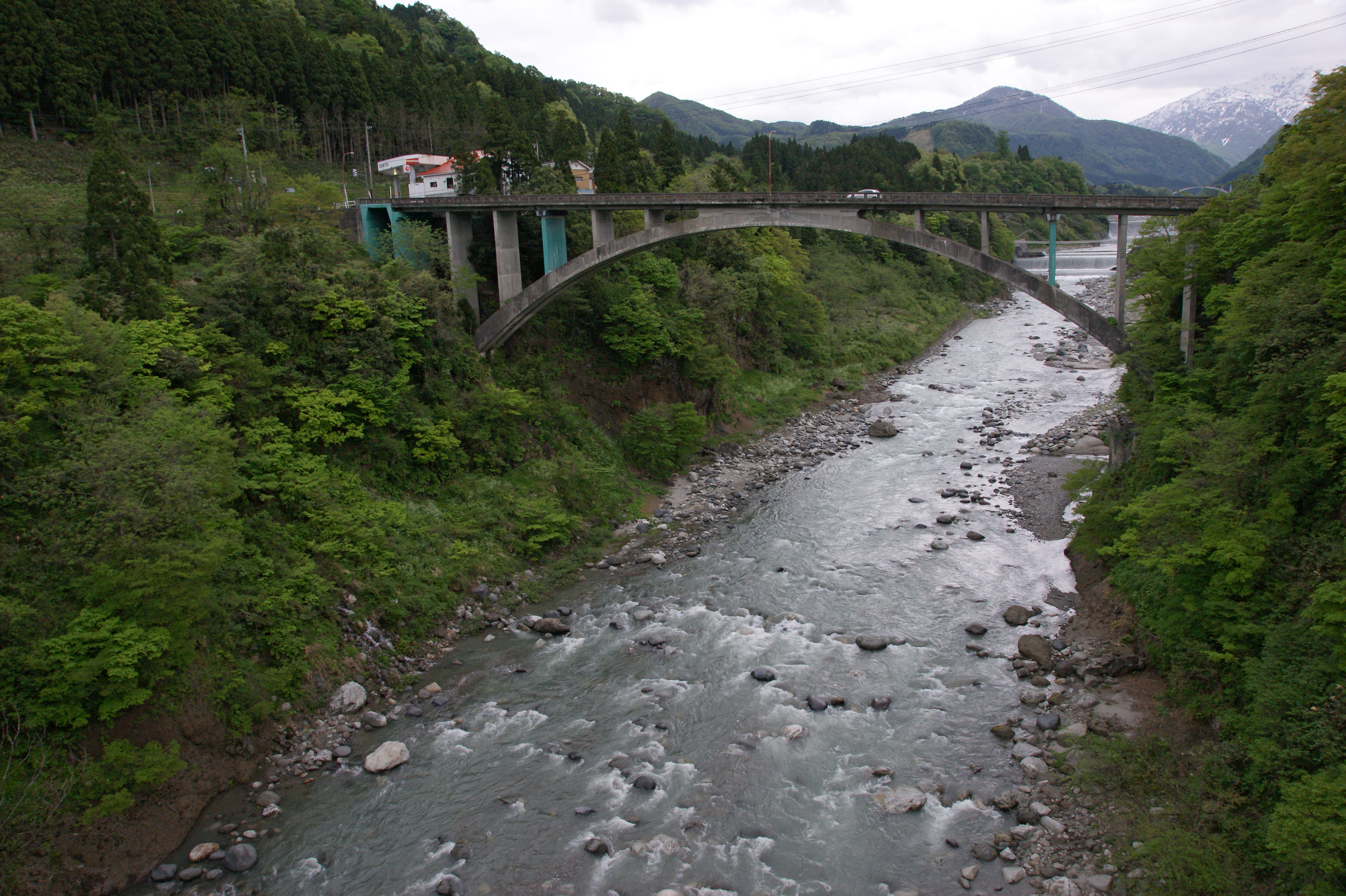
富山県富山市小見にて（芳見橋）

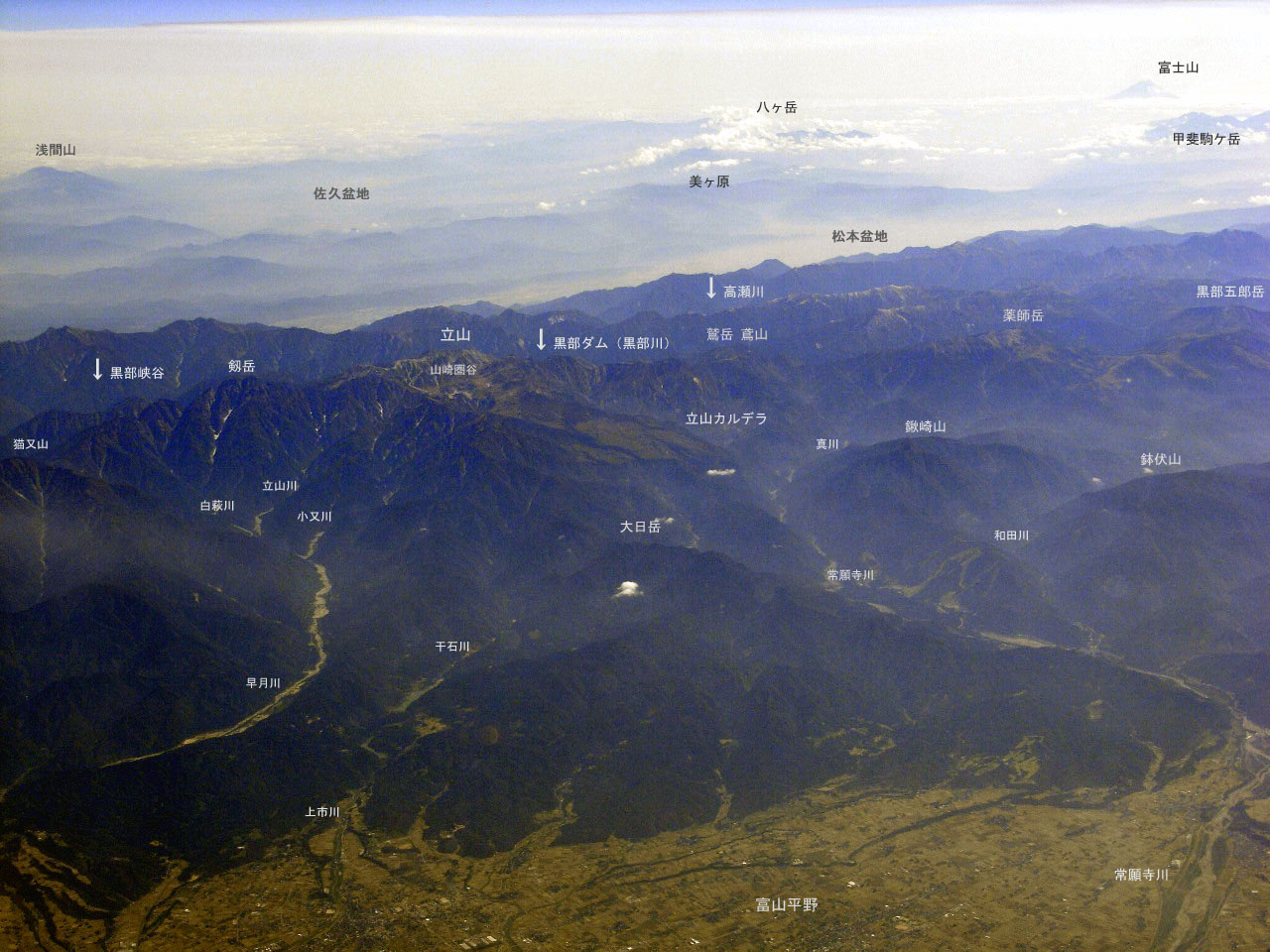
立山連峰と常願寺川空撮

常願寺川（じょうがんじがわ）は、富山県中新川郡立山町 および富山市を流れ富山湾に注ぐ一級河川。「常願寺川」の名称は鎌倉時代になって文献に現れる。
古くは新川（ニヒ川、にいかわ）と呼ばれたり、上流下流でそれぞれ様々な呼称が用いられた（新川は新川郡の名の由来ともなっている）。流域の地名を取って大森川（おおもりがわ）・水橋川（みずはしがわ）・岩峅川（いわくらがわ）・芦峅川（あしくらがわ）とも呼ばれた。 
古代から洪水が多かったため、川の名前は「出水（氾濫）なきを常に願う」という沿岸住民の気持ちをこめた瑞祥名称である。また、立山の山中にある「常願寺」、下流の川沿いにある「常願寺村」、上流にある大岩「常願の岩」から名付けられた説もある。
富山県の七大河川（黒部川、片貝川、早月川、常願寺川、神通川、庄川、小矢部川）の一つである。
なお、本項目では上流の真川（まがわ）と湯川（ゆかわ）も合わせて説明する。

## 地理
富山県富山市南東部の立山連峰北ノ俣岳に源を発する真川と浄土山を源にし立山カルデラを流れる湯川が樺平（かんばだいら）付近で合流して常願寺川と名を変える。その後称名川、和田川、小口川を合わせ流下する。上流域はきわめて急峻な地形で、標高1,000m 以上の高地は流域の約73%に及ぶ。日本で急流の代表例扱いされることも多い。
中新川郡立山町との境界に沿って北西に流れ、富山市高来と富山市水橋辻ケ堂の境界で富山湾に注ぐ。下流域では富山市上滝を扇頂とする常願寺川扇状地を形成し富山平野の一部をなしている。
常願寺川本線の流路延長は約56km、流域面積は368km2である。
明治時代、常願寺川の改修工事のために政府から派遣されたオランダ人の技師のヨハネス・デ・レーケが、「これは川ではない。滝である」と言ったと伝えられている。この言葉は、実際には「とても急流だ」というような意味のことを言ったのが誇張されて（または誤訳されて）報告されたものであるが、常願寺川の急流の凄さを表現する言葉としてよく引用されている。内務大臣に提出した県知事の上申書に「川といわんよりは寧ろ瀑と称するを充当すべし」とあり、これをデ・レーケの発言とする説もあるが、どれも明確ではない。また、常願寺川の改修に携わった富山県の土木技師、高田雪太郎の発言とする説も有力視されていた。
しかし、2020年に入ると、実際はローウェンホルスト・ムルデルが早月川を指して発言したということが、過去の富山県会議事録によって裏付けられることになった。発言者と川の名前が誤って伝わったのは、デ・レーケの業績があまりに大きすぎたため、すり替わった可能性があるとしている。

### 流域の自治体
- 富山県

富山市、立山町

### 支流
- 称名川
- 和田川
- 小口川

### 分流
- いたち川
- 常西合口用水
- 常東合口用水（常東合口幹線水路）

## 歴史
日本屈指の急流であり、降水量の多い地域であることから、流域では昔から水害に悩まされてきた暴れ川である。
縄文時代における常願寺川流域では白岩川と神通川との間を大小の支流が多数流れており、奈良時代にはいたち川と現在の河道との間を流れ、平安時代にはいたち川と熊野川との間を、続いて鎌倉時代～室町中期にはいたち川付近、室町末期には現在の河道の東側を流れ、江戸時代以降は現在と同じ位置を流れていると考えられている。

### 近世の治水対策
常願寺川の治水の本格的な始まりは、天正8年（1580年）､佐々成政が人海工法によって巨石を集め､馬瀬口上流に底辺40メートル､長さ150メートルに及ぶかまぼこ型の霞堤を築いたこととされる。この堤防は佐々堤（さっさてい）と呼ばれ現存する。河底に埋めた巨岩を基礎とする三面玉石張りの霞堤で、当時としては画期的な規模と強度であった。
富山藩の藩政時代の安政5年（1858年）には土石流で従来の堤防が埋まってしまったため、常願寺川左岸の富山市西ノ番に改めて堤防が築かれ「済民堤」と名付けられた。
また江戸時代もしくはそれ以前から水害防備林の植栽が行われ、特に明和6年（1769年）には富山藩の六代藩主前田利與が佐々堤周辺に水防林を整備した。この水防林は太平洋戦争中の伐採で減少したが、殿様林として城西用水沿いに100本ほどが残っている。

### 鳶山崩れの影響
安政5年（1858年）に発生した飛越地震により、上流部の立山カルデラにある鳶山（大鳶山と小鳶山）で「山抜け」と呼ばれる大規模な山体崩壊が発生した（鳶山崩れ）。これにより大量の土砂や岩で堰き止められた湯川谷が2度にわたって決壊し、土石流となって上流部の真川や湯川の渓谷が埋め尽くされた。
水田近くに点在する重さ数十トン以上もある巨大な石は大転石と呼ばれ、富山市大場地区の川沿いにある巨石は、直径約6.5m、重さ約400トンもある。また大場地区、西番（にしのばん）地区等には4m以上の巨石が約40個以上ある。これらの巨石は140年前に起こった安政の土石流によって運ばれたものである。古文書によれば「こんな巨石が川底の石とぶつかり、火花を散らしながら流れてきた」という。
この土石流による被害は、当時の富山藩領内の18ヶ村に及び、死者140人、負傷者8,945人、流出家屋1,603戸に及んだ。特に左岸の村々の被害は甚大であり、これらの村は被害の少なかった右岸の土地に移住した。常願寺川の右岸と左岸に同一地名があるのはその名残である。土石流によって流れてきた直径5メートル以上の大転石、被害を伝える地蔵像・水神像や犠牲者の供養塔などその被害を伝える数々の遺物が川沿いに残されている。
安政の地震で流出した約2億立方メートルの土砂によって、大日橋付近で約8メートル、立山橋付近で20メートルも河床が上昇したと推定されている。その後、常願寺川では明治元年～明治45年の45年間に41回もの洪水・土砂災害が発生し、人家や農作物に多大な被害をもたらしている。
また、水源地から流出した土砂により下流域では河床高が地盤高よりも高い天井川を形成した。1949年（昭和24年）から1967年（昭和42年）にかけて、タワーエキスカベータによる大規模な河床掘削を実施した。現在では天井川はほぼ解消されているが一部区間で残っている。

### 近代以降の治水対策
かつては河口付近で大きく東へ屈曲し白岩川と合流していて、合流部は『水橋川』と称していた。
安政の大地震以降の洪水の多発は明治以降の施策にも影響し、廃藩置県後に一度は石川県に編入されていた富山県が1883年（明治16年）に再置された要因の一つに土木事業の方向性があった。水害の多かった旧越中国地域では堤防建設が最重要項目とされたが、旧加賀国や能登国では道路建設を優先するよう主張が対立していたことが背景にあるとされる。
1891年（明治24年）7月19日から20日にかけて、常願寺川では両岸の堤防が決壊する豪雨災害が発生した。富山県知事の森山茂は国に専門技師の派遣を要請し、同年8月6日にヨハニス・デ・レーケが富山に到着した。
デ・レーケは、取水口を一つにまとめて新規用水路を開削すること、新堤防の築造、下流の流路変更（白岩川との分離）、川幅の拡張を提案した。これを受けて1892年（明治25年）2月から本格的改修工事に着手し、1年4カ月の工期で完成した。これ以降は合流部の川幅が白岩川のみとなったことで狭くなったため、後に埋め立てた上で商店街（立山町商栄会）や住宅地となった。また、東西橋の左岸100mには、水橋川時代の名残の用水路が残っている。また、1893年(明治26年) に12の用水を統合した常西合口用水が完成した。
一方、1891年（明治24年）の河川改修工事開始後も毎年洪水が発生し、住民からは上流の山地の砂防工事が求められるようになった。1906年（明治39年）から県営事業として行われていたが、1922年（大正11年）の豪雨で水源地域や建設中の堰堤が被害を受けたため、1926年（大正15年）からは国の直轄事業として行われている。立山砂防工事事務所の所長だった赤木正雄の砂防計画に基づき泥谷砂防堰堤群が建設され、特に白岩砂防堰堤などの施設は2009年（平成21年）に「白岩堰堤砂防施設」として国の重要無形文化財に指定された。
1934年 （昭和9年）には立山カルデラを含む上流部は中部山岳国立公園に指定されている。

## 自然環境
上流域では主にイワナが生息する。下流域ではカジカや鮎、ウグイ、メダカ、トミヨなどが生息する。河床内で越冬・産卵するアジメドジョウが大河川では珍しく広範に生息する。

## 河川施設一覧
常願寺川流域には約950基の砂防設備が設置されている。堆砂量は約2,300万立方メートルで東京ドーム約19個分に相当する。

### 主な砂防・治水設備
- 白岩砂防堰堤 – 堰堤高、7つの堰堤を合わせた落差ともに日本一。2009年（平成21年）6月30日、国の重要文化財に指定。
- 本宮砂防堰堤 – 貯砂量日本一。2017年（平成29年）11月28日、国の重要文化財に指定[17]。
- 泥谷砂防堰堤群 – 2017年（平成29年）11月28日、国の重要文化財に指定[18]。
- 横江堰堤（横江頭首工） – 堰堤上部は乗用車、歩行者通行可能[19]。
- 両岸分水工[20]
- 済民堤

### 巨大水制群
1950年（昭和25年）〜1955年（昭和30年）にかけて堤防への衝撃を守るため流速の軽減や流向の是正を目的に作られた。L字型のピストル型水制は、ここで発明され、現在では全国の急流河川で利用されている。

### ダム（支流を含む）
| 一次 支川名 （本川） | 二次 支川名 | 三次 支川名 | ダム名       | 堤高 (m) | 総貯水 容量 (千m3) | 型式       | 事業者   | 備考 |
| -------------------- | ----------- | ----------- | ------------ | -------- | ------------------ | ---------- | -------- | ---- |
| 常願寺川             | －          | －          | 岩井谷ダム   | 16.2     | －                 | 重力       | 北陸電力 |      |
| 常願寺川             | 牛首谷川    | －          | 真川ダム     | 19.1     | 48                 | バットレス | 北陸電力 |      |
| 常願寺川             | 和田川      | －          | 有峰ダム     | 140.0    | 222,000            | 重力       | 北陸電力 |      |
| 常願寺川             | 和田川      | －          | 新中地山ダム | 35.0     | 68                 | 重力       | 北陸電力 |      |
| 常願寺川             | 小口川      | －          | 祐延ダム     | 45.5     | 8,790              | 重力       | 北陸電力 |      |
| 常願寺川             | 小口川      | －          | 小口川ダム   | 72.0     | 2,718              | 重力       | 北陸電力 |      |
| 常願寺川             | 小口川      | －          | 小俣ダム     | 37.0     | 761                | 重力       | 北陸電力 |      |
| 常願寺川             | 小口川      | マッタテ川  | 真立ダム     | 21.8     | 26                 | バットレス | 北陸電力 |      |

## 主な橋梁
出典→
- 後立山橋
- 鐘釣橋
- 常願寺川橋
- 本宮管理橋
- 真川大橋 - 富山県道43号富山上滝立山線 昭和50年、トラス橋、241.7m[22]。
- 立山大橋 - 富山県道67号宇奈月大沢野線 平成11年、RCアーチ橋およびRC中空床板橋、401.0m。
- 芳見橋 - 富山県道182号原千垣停車場線 昭和45年、RCアーチ橋、116.5m。前身の芳水橋（よしみばし）は大正11年に亀谷発電所の建設工事用として架けられた吊橋[23]。
- 瓶岩橋 -  昭和47年、上路式ワーレントラス橋、68.8m。現在老朽化により通行止め。
- 立山橋 - 富山県道35号立山山田線 昭和37年、鋼板桁橋、345.8m 古くは明治26年に架けられた新川橋。
- 雷鳥大橋 - 新婦広域農道 平成8年、鋼板桁橋、588.4m。
- 新常願寺橋 - 富山県道68号富山外郭環状線 昭和53年、鋼板桁橋、488.0m。
- 常願寺川橋 - 北陸自動車道 昭和54年、鋼板桁橋、848.9m。
- 大日橋 - 富山県道3号富山立山魚津線 昭和40年、トラス橋、540.2m。
- 富立大橋 - 富山県道6号富山立山公園線 平成16年、鋼板桁橋、509.0m。
- 常盤橋 - 富山県道4号富山上市線 昭和33年、鋼板桁橋、481.0m。前身は常願寺橋といい明治22年に架橋。
- 雄峰大橋 - 国道8号 昭和58年、PCT+鋼板桁橋、704.2m。
- 常願寺大橋 - 国道415号 昭和27年、トラス橋、365.5m。
- 今川橋 - 富山県道1号富山魚津線 昭和38年、PCT桁橋、342.0m。

### 鉄道橋
- 真川橋梁 - 富山地方鉄道立山線。
- 千垣橋梁 - 富山地方鉄道立山線 1937年（昭和12年）。土木学会の選奨土木遺産[24]。
- 上滝橋梁 – 富山地方鉄道上滝線 1976年（昭和51年）。下路ワーレントラス 339.8m[25]。
- 常願寺川橋梁 – 北陸新幹線
- 常願寺川橋梁 – 富山地方鉄道本線 -  1931年（昭和6年）。鋼ガーター。昭和28〜31年および40〜43年度にかけて橋脚20基を改修。
- 常願寺川橋梁 – あいの風とやま鉄道線（旧 北陸本線） 1966年（昭和41年）。PCT桁 348.6m[25]。

### 水道橋
- 常願寺川沿岸用水 左岸連絡水路橋 – 2008年（平成20年）。ダブルデッキ式三連コンクリートアーチ構造。別名「豊水橋」。